# Hylaeus benoisti
Hylaeus benoisti är en biart som beskrevs av Michener 2000. Hylaeus benoisti ingår i släktet citronbin, och familjen korttungebin. Inga underarter finns listade i Catalogue of Life.